# Aufbauten (Baurecht)
Aufbauten sind z. B. die auf einem Grundstück befindlichen transportablen Garagen oder transportable Hütten, die nicht dem Eigentümer des Grundstücks gehören müssen. Im Rechtssinne sind es bewegliche Sachen, die nicht wesentlicher Bestandteil eines Grundstücks sind. Sie werden im Falle einer Grundstücksübertragung nicht automatisch mit dem Grundstück mitübertragen, sondern müssen als bewegliche Sache gesondert übertragen werden.